# Jérôme Vallet
Jérôme Vallet (Paris, 18 janvier 1667 - vers 1722) est un dessinateur et graveur français.

## Biographie
L'un des cinq fils du graveur Guillaume Vallet et de Catherine Boivin, Jérôme travaille très jeune comme apprenti dans l'atelier de son père, situé rue Saint-Jacques, près la paroisse Saint-Benoît.
Peu avant la mort de son père, Jérôme Vallet est admis à l'Académie royale le 26 août 1702 et nommé « dessinateur et graveur ordinaire du roi », après avoir présenté une série de planches, transposition à l'eau-forte d'après un dessin ancien recopié par Antoine Paillet, des bas-reliefs de la colonne théodosienne située à Constantinople.
Le 22 septembre 1705, il épouse Marie-Geneviève Picart, fille du graveur et marchand taille-doucier Pierre Picart (? - 1706), dont huit enfants, entre autres Jean-Emmanuel-Jérôme Vallet (1722-1762), également graveur.
Ses travaux sont parfois signés « Hierosme » ou « Hieronymus Vallet ». Qualifié de moins doué que son père, il fut néanmoins réputé pour ses portraits.

## Conservation
- Columna Theodosiana quam vulgo..., album de 18 planches, Venise, 1765 — British Museum[6].